# Siphonorhis
Siphonorhis – rodzaj ptaków z podrodziny lelków (Caprimulginae) w rodzinie lelkowatych (Caprimulgidae).

## Zasięg występowania
Rodzaj obejmuje gatunki występujące na Haiti i Jamajce.

## Morfologia
Długość ciała 17–25 cm.

## Systematyka

### Etymologia
- Siphonorhis: gr. σιφων siphōn, σιφωνος siphōnos „rura”; ρις rhis, ρινος rhinos „nozdrza”[5].
- Microsiphonorhis: gr. μικρος mikros „mały”; rodzaj Siphonorhis P.L. Sclater, 1861 (lelkowiec)[6]. Gatunek typowy: Microsiphonorhis brewsteri Chapman, 1917.

### Podział systematyczny
Do rodzaju należą następujące gatunki:
- Siphonorhis americana (Linnaeus, 1758) – lelkowiec jamajski – takson prawdopodobnie wymarły, nie odnotowano żadnego osobnika od 1860 roku[8];
- Siphonorhis brewsteri (Chapman, 1917) – lelkowiec mniejszy.